# 황율자
황율자는 대한민국의 산업은행 소속 탁구선수였다. 1959년 3월 독일 도르트문트 세계선수권대회에서 단체전 은메달을 획득하였다.